# Рајхенбах (Горња Лужица)
Рајхенбах (њем. Reichenbach/O.L.) град је у њемачкој савезној држави Саксонија. Једно је од 59 општинских средишта округа Герлиц. Према процјени из 2010. у граду је живјело 4.151 становника. Посједује регионалну шифру (AGS) 14626450.

## Географски и демографски подаци
Рајхенбах се налази у савезној држави Саксонија у округу Герлиц. Град се налази на надморској висини од 134 метра. Површина општине износи 42,8 km². У самом граду је, према процјени из 2010. године, живјело 4.151 становника. Просјечна густина становништва износи 97 становника/km².

## Међународна сарадња
| Мјесто | Држава | Врста сарадње | Од    |
| ------ | ------ | ------------- | ----- |
| Карпач | Пољска | партнерство   | 1995. |
| Извор  |        |               |       |